# Marmaduke Barton
Marmaduke Miller Barton (* 29. Dezember 1865 in Manchester; † 24. Juli 1938 in London) war ein britischer Pianist, Musikpädagoge und Komponist.
Barton studierte am Royal College of Music Klavier bei John Francis Barnett und Komposition bei Charles Stanford. 1886 gewann er die Hopkinson-Goldmedaille im Fach Klavier, und im Folgejahr trat er in einem Konzert des Konservatoriums als Pianist vor Queen Victoria auf. 1888 vervollkommnete er seine pianistische Ausbildung bei dem Liszt-Schüler Bernhard Stavenhagen in Weimar.
1891 debütierte Barton bei den Saturday Concerts im Crystal Palace, und er gab zahlreiche Recitals in London und anderen Städten Großbritanniens. 1889 wurde er Professor für Klavier am Royal College, 1910 auch an der Guildhall School of Music and Drama. Daneben war er als Prüfer für die Royal Academy of Music, das Royal College of Music und die Universität von Südafrika tätig. Neben einer Messe für Soloquartett und Chor komponierte Barton einige Klavierwerke und Lieder.